# Układ z Saragossy
Układ z Saragossy, w niektórych źródłach również jako Traktat z Saragossy – umowa dotycząca podziału stref wpływów na półkuli wschodniej podpisana przez władców Portugalii i Hiszpanii 22 kwietnia 1529 w Saragossie, stanowiąca dopełnienie traktatu z Tordesillas.
Podpisany w 1494 traktat z Tordesillas rozstrzygał o podziale stref wpływów między Portugalią a Hiszpanią na zachodzie, jednak nie decydował o podziale terytoriów na wschodzie. Postępująca ekspansja terytorialna obu państw w Azji Wschodniej doprowadziła do sporów między nimi w kwestii zwierzchnictwa nad terytoriami w tym regionie. W 1524 cesarz Karol V Habsburg prowadził negocjacje z Portugalią w kwestii podziału dostępu do, będących główną osią tego konfliktu, Moluków, jednak zakończyły się one niepowodzeniem. Również kolejne próby rozwiązania tego sporu nie przynosiły sukcesów.
Ostatecznie po kilku latach obie strony doszły jednak do porozumienia i 22 kwietnia 1529 w Saragossie Karol V Habsburg oraz Jan III Aviz zawarli traktat rozdzielający strefy wpływów na wschodzie. W ramach tego układu Karol V za sumę 350 tysięcy dukatów zrzekł się wszelkich roszczeń do Moluków, a linię dzielącą wschód między oba państwa wyznaczona na 279,5 mili na wschód od tychże wysp, 17° stopni na wschód od późniejszych Filipin, a według niektórych źródeł wzdłuż południka 133°E (inne źródła: 135-145°E) – terytoria na zachód od tejże linii przypadły Portugalii, a na wschód od niej Hiszpanii. Na podjęcie takiej decyzji przez hiszpańską stronę wpływ miały nieudane wyprawy z 1525 (pod dowództwem Juana Garcíi Jofre de Loaísy) i 1527 (pod dowództwem Álvaro de Saavedry).
Układ z Saragossy był znacznie korzystniejszy dla strony portugalskiej, w której strefie wpływów znalazła się większość Azji Wschodniej, w tym w całości sporne dotąd Moluki oraz wyspy tworzące późniejsze Filipiny. Strona hiszpańska przez pewien czas respektowała ustalenia traktatu, jednak w 1542 wysłała kolejną ekspedycję (pod dowództwem Lópeza de Villalobosa), której celem było podbicie Filipin leżących w portugalskiej strefie wpływów – choć udało się jej dotrzeć na te terytoria (Villalbos nadał wówczas na cześć Filipa II Habsburga wyspie Leyte nazwę Filipina, którą w późniejszym czasie zaczęto stosować na określenie całego archipelagu) to finalnie trafiła ona na Moluki, gdzie Hiszpanie zostali pojmani przez Portugalczyków co na kilkanaście lat powstrzymało ich dalszą ekspansję. Strona hiszpańska ostatecznie zignorowała jednak postanowienia układu z Saragossy – w 1559 Filip II wydał rozkaz podbicia późniejszych Filipin, w 1564 wyruszyła mająca zrealizować to polecenie wyprawa (pod dowództwem Miguela Lópeza de Legazpiego), a rok później po dotarciu na późniejsze Filipiny Hiszpanie zaczęli stopniowy podbój tych terytoriów.